# Iraida Kljagina
Iraida Kljagina (in russo Ираида Клягина?; ...) è un'ex fondista sovietica.

## Biografia
In Coppa del Mondo ottenne l'unico podio, nonché risultato di rilievo, il 23 febbraio 1985 a Syktyvkar (3ª). Non partecipò né a rassegne olimpiche né iridate.

## Palmarès

### Coppa del Mondo
- Miglior piazzamento in classifica generale: 34ª nel 1985
- 1 podio (individuale[1]):
  - 1 terzo posto